# 红纹马先蒿红纹亚种
红纹马先蒿红纹亚种（学名：Pedicularis striata sp. striata）为玄参科马先蒿属下的一个亚种。

## 扩展阅读
- 維基物種上的相關：红纹马先蒿红纹亚种